# Mesochorus kumatai
Mesochorus kumatai är en stekelart som beskrevs av Kusigemati 1988. Mesochorus kumatai ingår i släktet Mesochorus och familjen brokparasitsteklar. Inga underarter finns listade i Catalogue of Life.